# Медведь (остров, губа Ура)
Медведь — остров в Баренцевом море, губа Ура, Кольский полуостров.

## Географическое положение
Остров Медведь находится во внутренней южной части губы Ура, юго-западной части Баренцева моря, Кольский полуостров. Расстояние от острова до материка в ближайшей точке около 110 м.
В административном отношении входит в состав Кольского района Мурманской области Северо-Западного федерального округа.

## Описание
Медведь — остров неправильной формы, широкий в северной стороны и сужающийся от центра к южной оконечности. Расположен к северо-востоку от устья Уры и образует с материком залив Чан (губа Чан) на востоке и залив Пахта (губа Пахта)на западе. Длина острова порядка 1,85 км, максимальная ширина 1,2 км. В центрально-южной части достигает максимальной высоты 71 м над уровнем моря. В центре острова находится маяк. На северо-востоке есть небольшой залив. На востоке между островом и материком находится безымянная скала. В 775 м от острова Медведь расположен остров Зеленый. В 1920—1940 годах на острове существовал населённый пункт Медвежий остров, основным промыслом поселенцев было рыболовство.

## Примечание
1. ↑  Лист карты R-36-101,102 Урагуба. Масштаб: 1 : 100 000. Состояние местности на 1978 год. Издание 1980 г.
2. 1 2  Лист карты R-36-101,102-В,Г.
3. ↑  МЕДВЕЖИЙ ОСТРОВ — Лексикон КС. lexicon.dobrohot.org. Дата обращения: 25 января 2023. Архивировано 25 января 2023 года.